# Graphandra procumbens
Graphandra es un género monotípico de plantas con flores perteneciente a la familia Acanthaceae. El género tiene una especie de hierbas. Su única especie: Graphandra procumbens Imlay, es originaria de Ta Uten, Provincia de Nakhon Phanom en Tailandia.

## Descripción
Es una planta herbácea con las flores de color rosa pálido que se encuentra en los campos de hierbas abiertos hasta una altitud de 200 metros.

## Taxonomía
Graphandra procumbens fue descrita por George Gilbert Imlay y publicado en Bulletin of Miscellaneous Information Kew 1939: 127. 1939.